# USS Cowell (DD-547)
ARA Almirante Storni (D-24) à partir de 1971
Pour les autres navires du même nom, voir USS Cowell.
L'USS Cowell (DD-547) est un destroyer de la classe Fletcher en service dans la Marine des États-Unis (US Navy) pendant la Seconde Guerre mondiale. Il a été nommé en l'honneur de John G. Cowell (1785–1814), un officier de la marine américaine pendant la guerre de 1812.

## Construction
Sa quille est posée le 7 septembre 1942 au chantier naval Union Iron Works (Bethlehem Shipbuilding Corporation) de San Pedro, dans l'état de Californie. Il est lancé le 18 mars 1943; parrainé par Mme R. Hepburn, et mis en service le 23 août 1943.

## Historique

### Service dans la marine américaine

#### Campagnes dans le Pacifique central
Parti de San Pedro le 28 octobre 1943, le Cowell est arrivé à Pearl Harbor le 2 novembre pour rejoindre la Fast Carrier Task Force (alors Task Force 58 (TF 58), puis Task Force 38 (TF 38)°. Du 10 novembre au 13 décembre, il protège les porte-avions qui lancent des attaques aériennes lors de l'invasion des îles Gilbert, puis appareille d'Espiritu Santo pour des frappes sur Kavieng, en Nouvelle-Irlande, au début de l'année, et sur les îles Kwajalein, Ebeye et Eniwetok à la fin du mois de janvier. De retour à Majuro, il prend la mer pour l'attaque de Truk (Opération Hailstone) les 16 et 17 février 1944, puis se rend à Pearl Harbor pour se réapprovisionner.
Le Cowell retourne à Majuro le 22 mars 1944 et rejoint la TF 58 pour les attaques sur Palaos, Yap et Ulithi du 30 mars au 1er avril, l'invasion de Hollandia du 21 au 23 avril et les raids sur Truk, Satawan et Ponape du 29 avril au 1er mai. Après les attaques aériennes sur l'île Marcus et les îles Wake du 19 au 23 mai, le Cowell continua à protéger les porte-avions pendant l'opération des Mariannes. Il sort de sa base de Majuro du 6 juin au 14 juillet pour effectuer des frappes sur Guam et Rota, des raids visant à neutraliser les bases japonaises dans les Bonin, et pour assurer la protection antiaérienne des porte-avions lors de la bataille de la mer des Philippines, les 19 et 20 juin.
Après une révision à Eniwetok, le Cowell prend la mer le 29 août 1944 avec le Task Group 36.5 (TG 38.5) pour des frappes aériennes sur les Carolines occidentales, les Philippines et les Palaos, et la région de Manille et de la baie de Subic, ainsi que pour soutenir les débarquements sur Morotai le 15 septembre. Il arriva à Manus le 28 septembre pour se réapprovisionner, puis sortit le 2 octobre pour soutenir les frappes aériennes sur Okinawa, Luçon et Formose en préparation de l'assaut de Leyte. Lorsque le croiseur lourd USS Canberra (CA-70) et le croiseur léger USS Houston (CL-81) furent torpillés lors de lourdes attaques aériennes japonaises les 13 et 14 octobre, le Cowell se tint prêt à fournir de l'éclairage, de l'énergie et des installations de pompage pendant que les navires se retiraient lentement de la zone dangereuse. Il rejoignit sa force opérationnelle pour se diriger vers la lointaine bataille du golfe de Leyte, et les avions de ses porte-avions arrivèrent à temps pour lancer des frappes de rappel contre les navires japonais en retraite. Le Cowell est retourné à Ulithi le 28 octobre pour des patrouilles et des entraînements jusqu'au 26 décembre, date à laquelle il s'est embarqué pour Seattle afin d'y être révisé.

#### Bataille d'Okinawa
De retour au combat, le Cowell quitte Saipan le 27 mars 1945 pour l'invasion d'Okinawa. Il couvre les débarquements de diversion lors de l'assaut du 1er avril, puis prend en charge le piquet radar qui lui vaudra une Presidential Unit Citation (US). Jusqu'au 20 juin, le Cowell a bravé les dangers de la ligne de contrôle radar pour diriger avec succès les patrouilles aériennes de combat et abattre sa propre part d'avions japonais avec des tirs antiaériens. À trois reprises au moins, des manœuvres habiles, des tirs précis et du courage ont permis au Cowell d'éviter de graves dommages. Le 4 mai, il abat deux avions à moins de 15 mètres du navire, recevant une pluie d'essence et de débris enflammés, puis aide le destroyer dragueur de mines USS Gwin (DM-33) en tirant sur un autre kamikaze. Le 13 mai, le Cowell a tiré sur plusieurs avions attaquants, puis a apporté une assistance médicale et de lutte contre l'incendie au destroyer USS Bache (DD-470) en détresse, l'empêchant ainsi d'être attaqué à nouveau. Lors d'une autre attaque, le 25 mai, le Cowell abat un kamikaze en plongée qui explose en plein vol, dispersant des fragments d'obus et la porte de son cockpit sur le pont du Cowell et provoquant de petits incendies. Libéré de ses fonctions de piquet radar le 20 juin, le Cowell rejoint le Task Group 32.15 (TG 32.15) pour patrouiller au large d'Okinawa, dans la mer de Chine orientale. Le 22 juillet, il envoie des équipes de sauvetage et de lutte contre l'incendie pour aider le transport de troupes USS Marathon (APA-200).
Le Cowell quitte Okinawa le 20 septembre 1945 pour soutenir les débarquements d'occupation à Matsuyama. Il a quitté Nagoya le 31 octobre et est arrivé à San Diego en Californie le 17 novembre, où le Cowell a été mis en réserve le 22 juillet 1946.

### 1951 - 1960
Remis en service le 21 septembre 1951, le Cowell est affecté à la Flotte de l'Atlantique (Atlantic Fleet) et quitte San Diego le 4 janvier 1952 pour arriver à Norfolk, en Virginie, le 19 janvier. Il participe aux exercices et à l'entraînement de la flotte, puis quitte Norfolk le 7 janvier 1953 pour l'Extrême-Orient. Il rejoint la Task Force 77 (TF 77) au large de la Corée en patrouille, puis opère avec les navires britanniques de la West Coast Blockade Force. Il escorte le cuirassé USS Missouri (BB-63) lors d'un bombardement de la côte est de la Corée, puis rejoint le Task Group 95.2 (TG 95.2) pour un bombardement côtier dans le port de Wonsan, un dragage de mines et des patrouilles côtières. Il quitte Sasebo le 26 juin pour terminer sa croisière autour du monde en faisant escale à Manille, puis en passant par l'océan Indien, le canal de Suez et la mer Méditerranée pour revenir à Norfolk le 22 août. Du 4 septembre au 23 novembre, il effectue des exercices locaux de chasse et de destruction, puis croise dans l'Atlantique et la Méditerranée pour des opérations similaires du 4 janvier au 11 mars 1954.
Le Cowell quitte Norfolk le 7 janvier 1955 et arrive au chantier naval de Long Beach (Long Beach Naval Shipyard) le 28 janvier pour rejoindre la Flotte du Pacifique (Pacific Fleet). Au cours de sa période de service dans le Pacifique occidental, il participe à des exercices de missiles guidés en route vers Pearl Harbor, sert de garde-avions pour le porte-avions USS Essex (CV-9), participe à la patrouille de Taïwan (Taiwan Patrol) et prend part à des exercices de chasseurs-tueurs (hunter-killer) avec la TF 77. Le Cowell est retourné en Extrême-Orient pour des missions similaires chaque année jusqu'en 1960, participant à des exercices et des entraînements depuis Long Beach lorsqu'il n'était pas déployé.

### Service dans la marine argentine
Pour les autres navires du même nom, voir ARA Almirante Storni.
Le 17 août 1971, le navire a été désarmé, rayé du registre des navires (Naval Vessel Register) de la marine américaine et transféré en Argentine. Il a servi dans la marine argentine (Armada de la República Argentina) sous le nom d'ARA Almirante Storni (D-24).
En octobre 1975, le gouvernement britannique a chargé Lord Shackleton (fils de l'explorateur de l'Antarctique Sir Ernest Shackleton) d'effectuer une étude économique des îles Malouines. Le gouvernement argentin réagit furieusement et refuse à Shackleton l'autorisation de passer par l'Argentine. Plus tard, le 4 février 1976, le navire océanographique brise-glace transportant Shackleton vers les îles, le RRS Shackleton, a été la cible de tirs de le Almirante Storni. 
Il a été désarmé le 30 décembre 1979 et vendu à Astilleros Padovani pour 528 millions de pesos en vue de sa démolition.
En 1982, le navire a été détruit et mis au rebut.

## Décorations
Le Cowell a reçu une  Presidential Unit Citation, mais aussi 11 battle stars (étoiles de combat) pour son service pendant la Seconde Guerre mondiale et 2 battle stars pendant la guerre de Corée.